# 大分トリニータ応援バラエティ"Winning Goal"
『大分トリニータ応援バラエティ"Winning Goal"』（おおいたトリニータおうえんバラエティ ウイニングゴール）は、2007年9月29日まで大分放送（OBSテレビ）で毎週土曜 11:00 - 11:30に放送されていた大分トリニータの応援番組である。

## 番組内容
大分トリニータの選手が出演するコーナーや、ホーム戦を専門的な視点で振り返るコーナーなどがあった。また、番組で結成した女性フットサルチーム「ウイニングガールズ」によるコーナーもあった。ウイニングガールズは初心者の女性9名によるフットサルチームで（現在は経験者含め11名）、番組主催ウイニングゴールカップのレディース部門にて（6チーム中）2位だった。ウイニングガールズは番組の終了とともに解散した。

## 出演者
- つだつよし - 2006年12月[要説明]
- 木村彩乃
- ウイニングガールズ